# Białobrzegi (gmina w województwie lubelskim)
Białobrzegi (od 1973 Kock) – gmina wiejska istniejąca w latach 1809-1954 na Lubelszczyźnie. Siedzibą gminy były Białobrzegi (1952–54 Kock).
Gmina Białobrzegi jako jednostka jednowioskowa powstała w 1867 roku w Księstwie Warszawskim. Po podziale Królestwa Polskiego na powiaty i gminy z początkiem 1867 roku gmina weszła w skład w powiatu łukowskiego w guberni siedleckiej (od 1912 gubernia lubelska).
W 1919 roku gmina weszła w skład woj. lubelskiego i składała się z następujących miejscowości: Annopol, Annówka, Białobrzegi, Bożniewice, Górka, Józefa, Karolina, Kasisz, Leopoldów, Lipniak, Papiernia-Ogończyk, Pienki, Poizdów, Ruda Serokomelska, Ruska Wieś, Skarbicierz, Skrawki, Stoczek, Talczyn, Tchórzew, Tereba, Wola Bukowska, Wygnanka i Zakalew. 1 października 1931 odłączono od niej wieś Ruda Serokomelska (336 ha) i kolonię Karolina (169,68 ha), włączając je do gminy Serokomla.
Podczas okupacji gmina należała do dystryktu lubelskiego (w Generalnym Gubernatorstwie). W 1952 roku siedzibę władz gminy przeniesiono z Białobrzegów do Kocka.
Według stanu z dnia 1 lipca 1952 roku gmina Białobrzegi składała się z 19 gromad. Jednostka została zniesiona 29 września 1954 roku wraz z reformą wprowadzającą gromady w miejsce gmin. Z obszaru gminy utworzono Gromadzkie Rady Narodowe w Białobrzegach, Lipniakach, Poizdowie, Stoczku i Talczynie. Po reaktywowaniu gmin z dniem 1 stycznia 1973 roku gminy Białobrzegi nie przywrócono, utworzono natomiast jej odpowiednik terytorialny, gminę Kock w powiecie radzyńskim (od 1999 w powiecie lubartowskim).